# 백승철 (배우)
백승철(1970년 9월 7일 ~ )는 대한민국의 배우이다.

## 학력
- 구항초등학교
- 홍주중학교
- 홍주고등학교

## 출연작

### 영화
- 《리미트》 (2022년) - 신광호 역
- 《그 겨울, 나는》 (2022년) - 삼주 역
- 《제8일의 밤》 (2021년) - 박수무당 역
- 《죽지않는 인간들의 밤》 (2020년) - 만길친구 승철 역
- 《낙원의 밤》 (2019년) - 지인부부 2 역
- 《은지: 돌이킬 수 없는 그녀》 (2019년) - 윤길 역
- 《어린 의뢰인》 (2019년) - 국선 변호사 역
- 《사바하》 (2019년) - 금화 부 역
- 《죄 많은 소녀》 (2018년) - 등산용품점사장 역
- 《물괴》 (2018년) - 보부상대장 역
- 《너의 결혼식》 (2018년) - 경찰서 반장 역
- 《공작》 (2018년) - 총살 기차 승객 역
- 《마녀》 (2018년) - 상회 주인 역
- 《원죄》 (2018년) - 상문 역
- 《군함도》 (2017년) - 새 신랑 역
- 《조작된 도시》 (2017년) - 장비건설 사장 역
- 《연애경험》 (2016년)
- 《곡성》 (2015년) - 친구들 역
- 《기화》 (2015년) - 승철 역
- 《스톤》 (2014년) - 대행사채무사장 역
- 《황해》 (2010년) - 빚받이 2 역
- 《예의없는 것들》 (2006년) - 번영회 기생충 역
- 《종려나무 숲》 (2005년) - 작업반장 역

### 드라마
- 《트리거》 (2025년, Disney+) - 노충대 역
- 《오징어 게임 시즌 2》 (2024년, Netflix) - 권병수 역
- 《기적의 형제》 (2023년, JTBC) - 십자가 문신남 역
- 《이번 생도 잘 부탁해》 (2023년, tvN) - 반학수 역
- 《검은 태양》 (2021년, MBC) - 황모술 역
- 《보이스 4》 (2021년, tvN)
- 《번외수사》 (2020년, OCN) - 도기태 역
- 《유별나! 문셰프》 (2020년, 채널A) - 박 과장 역
- 《청일전자 미쓰리》 (2019년, tvN)
- 《달리는 조사관》 (2019년, OCN) - 최영진 역
- 《손 the guest》 (2018년, OCN)
- 《추리의 여왕 2》 (2018년, KBS2) - 기용섭 역
- 《마더》 (2018년, tvN)
- 《옥중화》 (2016년, MBC)
- 《38사기동대》 (2016년, OCN)
- 《KBS 드라마 스페셜 - 비밀》 (2015년, KBS2)
- 《정도전》 (2014년, KBS1)
- 《빛과 그림자》 (2011년, MBC)
- 《여인천하》 (2001년, SBS)
- 《웬만해선 그들을 막을 수 없다》 (2000년, SBS)

## 수상
- 2016년 제1회 대한민국연극제 서울대회 연기상